# Hydroporus signatus
Hydroporus signatus is een keversoort uit de familie waterroofkevers (Dytiscidae). De wetenschappelijke naam van de soort is voor het eerst geldig gepubliceerd in 1853 door Carl Gustaf Mannerheim.